# Études de commerce en France
Pour un article plus général, voir Études de commerce.
En France, il existe plusieurs filières pour les études de commerce, de gestion et de management. On distingue :
- les écoles supérieures de commerce (ESC), aussi appelées « Sup de Co », délivrant généralement un diplôme visé contrôlé par l'État, un diplôme conférant un grade de master ou un grade de licence avec d'un côté des établissements publics, consulaires et de l'autre des établissements privés.
- les écoles de gestion et de commerce (EGC) créées et gérées par les chambres de commerce et d’industrie (CCI) et délivrant un bachelor visé contrôlé par l'État.
- les universités et leurs instituts d'administration des entreprises (IAE) délivrant des diplômes reconnus de droit comme les diplômes nationaux de licence, licence professionnelle (dont BUT) et master ;
- les lycées délivrant les BTS (CI ou MCO).

Seules la licence d'économie et les diverses licence professionnelle confèrent le grade de licence.

## Lycée

### Brevet de technicien supérieur (BTS)
Plusieurs brevets de technicien supérieur (BTS) ont pour thème le commerce et la gestion. Ces diplômes sont des diplômes nationaux de niveau bac+2. Après sélection sur dossier, leurs diplômés peuvent entrer en Licence professionnelle. Certains BTS peuvent être admis en 3e Licence économie-gestion sur dossier (par exemple, les BUT GEA en Licence économie-gestion spécialité comptabilité-finance, les BTS Commerce international en Licence spécialisée Management international).

### Classe préparatoire aux grandes écoles (CPGE)
De création beaucoup plus récente, la CPGE économique et commerciale[réf. à confirmer] — appelée « prépa ECS (enseignement commercial option scientifique) ou ECE (enseignement commercial option économique) ou ECT-ECP (enseignement commercial option technologique) ou « épice » en argot scolaire[réf. à confirmer] — prépare aux concours des Écoles supérieures de management, de commerce et de gestion. Elle se décline en voie scientifique (anciennement « voie générale »), voie économique et voie technologique. Plus de 20 000 étudiants étaient inscrits en classes préparatoires économiques et commerciales durant l'année scolaire 2015 - 2016. Il y a aussi les voies juridiques et économie-gestion des prépa ENS Cachan D1 et D2. Il n'existe pas de préparation spécifique pour les littéraires, sauf pour ceux qui sont en prépa D1, mais les concours des écoles leur sont ouverts au travers des épreuves qu'ils passent dans leur propre filière.
Les classes préparatoires économiques et commerciales se déclinent en plusieurs voies :
- voie générale (ECG) à partir de la rentrée 2021
  - voie économique (ECE) pour les anciens élèves de terminale ES ou L jusqu'en 2021)
  - voie scientifique (ECS) pour les anciens élèves de terminale S jusqu'en 2021)
- voie technologique (ECT)
- classes préparatoires à l'École normale supérieure de Rennes, option D1 ou à l'École normale supérieure Paris-Saclay, option D2.

Il n'existe pas de préparation spécifique aux écoles à dominantes économique et/ou commerciale pour les littéraires, mais des épreuves spécifiques leur sont proposées au concours d'entrée de nombre d'écoles de commerce.
La durée des études en classe préparatoire commerciale est passée de un à deux ans en 1996. Il était toutefois plus courant de redoubler avant cette réforme, qui a finalement institutionnalisé une pratique courante. En outre, elle a aligné les formations commerciales aux autres formations de niveau comparable, faisant passer l'ensemble du cursus de bac+4 à bac+5. Actuellement la formation dure deux ans mais la pratique du redoublement au terme de la seconde année (« cuber » dans l'argot estudiantin[réf. à confirmer]) devient de plus en plus courante, se rapprochant de la pratique des CPGE scientifiques. Pour les deux CPGE ENS Rennes D1 et Paris-Saclay D2, une partie des cours a lieu au lycée et l'autre dans une université partenaire. Les matières enseignées à l'université ne sont pas les mêmes d'une CPGE à une autre.
Dans la voie juridique, les matières enseignées sont le droit civil, l'économie, et soit le droit des affaires, le droit public ou les mathématiques-statistiques, ainsi qu'une langue vivante. Il est possible d'étudier une seconde langue vivante mais elle est facultative bien qu'indispensable pour les concours des écoles de commerce.
Et la voie après un BUT ou un BTS, en 1 an, la voie ATS économie-gestion qui est réservée aux étudiants déjà titulaires d'un DUT ou d'un BTS et souhaitant poursuivre leur formation en école de commerce.

## Université

### Licence économie-gestion
Il existe d'une part la licence d'économie et d'autre part la licence de gestion. Diplôme national de licence (DNL) en 3 ans couvrant à la fois les champs de l'économie et du management. L'obtention de la Licence économie-gestion donne accès aux Masters ainsi qu'aux concours de niveau A de la fonction publique, et de certaines écoles (ENSAE, admission en 2e année d'école supérieure de commerce). La mobilité au sein de l'espace européen d'enseignement supérieur est possible à tout moment du cursus (crédits ECTS). La 3e année peut se faire en échange Erasmus.

### Licence professionnelle
Ce diplôme en une à trois années donne, dans des domaines très variés, une spécialisation professionnelle à des étudiants qui peuvent aussi être issus d'une 2e année de Licence éco-gestion, d'un DEUST, ou d'un BTS, ou à des étudiants en Bachelor universitaire de technologie.
Les diplômés de Licence professionnelle n'ont pas vocation à poursuivre en Master. Un grand nombre de formations Licence pro se font en apprentissage.

### Master en économie et en gestion
Les diplômes de master couvrent tous les champs de l'économie et de la gestion, notamment Commerce / marketing, logistique, ressources humaines, banque / finance / assurance, comptabilité /contrôle /audit, gestion de la relation client, statistiques / informatique appliquées à la gestion, recherche, etc.
Au sein des universités, les formations de Master dans le domaine de la gestion sont souvent assurées par les IAE (Institut d'Administration des Entreprises). D'autres universités, à l'instar de l'université Paris-Dauphine - PSL, disposent à la fois du statut universitaire et de Grand établissement avec une sélection à l'entrée.

### Institut d'administration des entreprises (IAE)
Les instituts d'administration des entreprises (IAE) sont des composantes des universités françaises, hors IAE Paris qui a un statut à part au sein de l'université Paris I. Ils ont pour mission le développement de la recherche et de la formation supérieure en gestion au sein des universités. Les IAE constituent un modèle qui s'inspire de celui des Business schools anglo-saxonnes tel que la Harvard Business School a mis en place.
Selon le rapport Hetzel, les IAE affichent les meilleurs résultats de toutes les universités en matière de professionnalisation. Les diplômes des IAE sont reconnus au niveau international grâce à la réforme LMD (Licences, Masters et Doctorats) et à ses MBA.
Il existe en 2012 34 IAE répartis sur le territoire français, dont 31 sont regroupés à travers le Réseau IAE.

## École de gestion et de commerce (EGC)
Les établissements école de gestion et de commerce (EGC) sont des établissements d’enseignement supérieur délivrant des diplômes de niveau bac+3, les bachelors. Ces diplômes ne donnent pas systématiquement le grade de Licence.
Au nombre de 26, elles sont créées et gérées par les chambres de commerce et d’industrie (CCI). Elles sont accessibles après le baccalauréat en passant le concours Bachelor EGC et la majorité des écoles attribuent un Bachelor visé par l'état.
- EGC de Bourg-en-Bresse
- EGC Lille-Métropole à Lille
- EGC Sud Management à Agen
- EGC d'Angoulême
- EGC Avignon Méditerranée à Avignon
- EGC Bastia Méditerranée à Bastia
- EGC de Bayonne
- EGC de Brive
- EGC Bourgogne de Châlon sur Saône
- EGC Savoie à Chambéry
- EGC de Charlesvilles Mezières
- EGC Martinique à Fort de France
- EGC de La Réunion
- EGC Vendée à La Roche sur Yon
- EGC du Maine au Mans
- EGC Marseille Méditerranée à Marseille
- EGC de Montauban
- EGC Bourgogne de Nevers
- EGC d'Orléans
- EGC de Rodez
- EGC de Saint Étienne
- EGC Basse Normandie à Saint Lo
- EGC Bretagne à Saint Malo
- EGC Bourgogne de Sens
- EGC à Tarbes
- EGC Drôme Ardèche à Valence
- EGC Franche Comté à Vesoul
- EGC de Nouvelle-Calédonie

## École supérieure de commerce (ESC)
Les écoles supérieures de commerce (ESC) sont des établissements d’enseignement supérieur publics, consulaires ou privés délivrant des diplômes de niveau bac+5. Les écoles de commerce qui sont créées et gérées pour la plupart par les chambres de commerce et d’industrie (CCI) sont dites "consulaires". Les autres écoles de commerce sont pour la plupart privées. Une d'entre-elles est publique : l'Institut Mines-Télécom Business School.
Ces écoles ont toutes un diplôme de fin d'études qui leur est propre, dont le nom peut parfois prêter à confusion : mastère, master of science, master in management, master of business administration, etc. Malgré leur nom, ces diplômes ne bénéficient pas du grade de master s'ils ne sont pas visés et reconnus par l'État[réf. nécessaire]. Les écoles dont le diplôme est reconnu par l'État et confère le grade de master sont définies par l'État.
Les écoles de commerce n'accueillent que 12,8 % d'enfants d'employés et d'ouvriers (contre 28,4 % pour l'ensemble des formations secondaire).

### Concours écoles post-bac
Les écoles de commerce proposent plusieurs types de cursus après le baccalauréat. Certaines ont mis en place des bachelors (bac+3). D'autres ont proposent des cursus en quatre ou cinq ans (bac+5). Certains sont reconnus par l'État, d'autres non. La plupart des écoles de commerce post-bac sont privées, accessibles via concours, et reconnues néanmoins comme plus faciles d'accès que les écoles post-prépa. Certaines recrutent grâce à des concours qui leur sont propres, et d'autres ont mis en place des concours communs.

#### Bachelor (Bac + 3)
Voici la liste des concours communs post-bac pour intégrer un bachelor :
- Concours Atout+3 :
  - EAC Nantes
  - EM Normandie
  - EM Strasbourg
  - Burgundy School of Business (BSB Dijon)
  - ESC La Rochelle
  - Grenoble EM (GEM)
  - Novancia Business School Paris
  - Télécom EM Evry
  - ICN Business School
- Concours Ecricome Bachelor :
  - Kedge BS Bordeaux et Marseille

#### Diplôme de grade Master (Bac + 5)
Voici la liste des concours communs post-bac pour intégrer un cursus en quatre ou cinq années en école de commerce.
- Concours Accès (Écoles privées bac+5, grade de Master)
  - ESDES Lyon
  - ESSCA Angers, Paris, Lyon, Bordeaux et Aix-en-Provence
  - IESEG Lille et Paris
  - INSEEC Paris
- Concours Pass (Écoles privées bac+4)
  - INSEEC Bordeaux et Lyon
  - Edhec-BBA Lille et Nice
- Concours SESAME
- Programmes en 4 ans
  - BBA International La Rochelle Business School
  - Global BBA Neoma Business School Rouen Paris Reims
  - CESEM Neoma Business School Reims
  - ESSEC Global BBA ESSEC Business School Paris et Singapour
  - Global BBA EM Lyon Business School St Etienne, Paris, Casablanca
  - BBA international SCBS - Troyes
  - International BBA KEDGE Business School Marseille
  - BBA in global management SKEMA Business School Nice
- Programmes en 5 ans
  - EBP International Kedge Business School Bordeaux
  - TEMA Neoma Business School Reims
  - EM Normandie Caen, Oxford et Paris
  - ESCE International Business School Paris et Lyon
  - IPAG Business School Paris et Nice
  - European Business School EBS Paris
  - EDC Paris Business School
  - PSB Paris School of Business
  - EMLV Paris-la Défense**
- Concours Team
  - ICD Paris et Toulouse
  - IDRAC Lyon

### Master of Business Administration (Bac + 5)
D'autres écoles ont mis en place des MBA spécialisés. Ces titres n'ont pas de rapport avec le diplôme national de master et le grade de Master qui l'accompagne.
De nombreux établissements proposent des MBA. Certaines écoles françaises ont d'ailleurs des partenariats avec des universités américaines d'excellence dans le cadre de la délivrance d'un véritable MBA américain. Aujourd'hui, certaines écoles françaises profitent de l'appellation MBA pour proposer des programmes à des étudiants de niveau bac+4/bac+5 en fin d'études, alors que ce programme est normalement réservé aux professionnels ayant plusieurs années d'expérience dans le monde de l'entreprise. Voici une liste des programmes MBA français avec leurs accréditations internationales. Les organismes d'accréditation sont l'américaine AACSB, la britannique AMBA et l'européenne EQUIS. Afin de se faire une idée de la valeur des diplômes proposés, il est aussi utile de se référer aux classements établis chaque année par le Financial Times, le magazine Newsweek et le journal US News. En effet, le nom MBA n'est pas déposé et ainsi n'importe quel établissement peut délivrer un diplôme intitulé MBA.

### Grandes écoles de commerce
Les élèves des grandes écoles de commerce et de gestion sont admis sur concours, généralement après une classes préparatoires aux grandes écoles économiques et commerciales (CPGE EC). Il existe deux concours sélectifs, communs à plusieurs écoles:
- Banque commune d'épreuves (BCE), concernant les écoles :
  - HEC, ESSEC, ESCP, EM Lyon, Edhec, Grenoble École de management (GEM), Toulouse Business School, SKEMA Business School, Audencia Nantes, Burgundy School of Business - BSB Dijon, EM Normandie, Télécom École de Management, ICN Business School, Groupe ESC Troyes, etc,
- Ecricome, concernant les écoles :
  - NEOMA Business School, KEDGE Business School, EM Strasbourg, ESC Rennes.

Certaines écoles de commerce françaises se distinguent très nettement dans les classements internationaux, notamment dans celui du Financial Times, où en 2019, on trouve dans le Top 100 mondial un quart d’écoles installées en France, telles qu'HEC, deuxième derrière l’université suisse de Saint-Gall, l’Essec, troisième ex aequo avec la London Business School, et l’ESCP Europe, cinquième.

### Admissions propres
Certaines écoles de commerce, souvent privées, ont décidé de rester indépendantes. Elles recrutent donc par des concours qui leur sont propres, telles que :
- Institut supérieur des sciences, techniques et économie commerciales ISTEC Paris
- Paris School of Business - Grade de Master (bac+5)
- École des dirigeants et créateurs d'entreprise - EDC / Grade de Master (bac+5)
- EKLYA School of Business ESB / Grade de Master
- Ecole Supérieure de Management en Alternance - ESMA / Diplôme Certifié (bac+5)
- Ecole Supérieure de Commerce International - ESCI / Diplôme Certifié (bac+5)
- ISEG Marketing & Communication School (bac+5)
- ISEG Finance School (bac+5)
- Institut supérieur de l'entreprise, (Master Européen, bac+5)
- École Supérieure des Technologies et des Affaires (bac+5)
- École supérieure de management des entreprises (bac+4)
- Réseau Bachelor EGC (bac+3)

## Classements
Les universités, les instituts d’administration des entreprises (IAE), établissements internes aux universités rebaptisés en 2014, Écoles universitaires de management (EUM), les Instituts d'études politiques (IEP), les écoles de commerce et de management françaises font l'objet de classements annuels nationaux ou internationaux, réalisés par la presse. L'essentiel de ces classements s'intéressent aux diplômes délivrant le grade de Master (bac+5).
Les classements (faits par L’Etudiant, le Financial Times, etc.), sont des outils de marketing exceptionnels pour les établissements. Ils entrainent une course à la performance qui peut être détrimentaire à la pédagogie. Ils encouragent un investissement important dans la recherche (au détriment parfois de la déontologie), et une uniformisation des contenus, toutes les écoles voulant ressembler à HEC,. Le critère de salaire des anciens étudiants fait que les établissements poussent leurs élèves vers les métiers de la finance. L'évaluation de l'ouverture sociale et de la « durabilité » (les heures d’enseignement consacrées à l’ESG — environnement, société, gouvernance — et l’empreinte carbone) sont difficiles à vérifier et quantifier. La question se pose également de l'indépendance financière des médias qui créent ces classements, dont les recettes viennent principalement des services vendus aux établissements classés,,. Certains établissements tentent de refuser la course au palmarès.

### Classements des écoles universitaires
Le tableau suivant résume les classements des universitaires :
| Établissement                      | QS World University Rankings, Business & Management Studies (2021) | Eduniversal (2022) | Financial Times Masters in Management français (MIM) (2021) |
| ---------------------------------- | ------------------------------------------------------------------ | ------------------ | ----------------------------------------------------------- |
| Université Paris-Dauphine-PSL      | 6                                                                  | 7                  | n.c.                                                        |
| École de management de la Sorbonne | 9                                                                  | >30                | n.c.                                                        |
| IAE de Paris - Sorbonne BS         | >10                                                                | 13                 | n.c.                                                        |
| École de management de Sciences Po | >10                                                                | 14                 | n.c.                                                        |
| IAE d'Aix-Marseille                | >10                                                                | 27                 | 13 (France) 60 (Monde)                                      |
| IAE de Grenoble-Alpes              | >10                                                                | 29                 | n.c.                                                        |
| Toulouse School of Management      | >10                                                                | 22                 | n.c.                                                        |

### Classements des écoles supérieures de commerce
Le tableau suivant résume les classements des écoles supérieure de commerce :
|                                                                  | Challenges (2024) | L'Étudiant (2025) | Le Figaro Étudiant (2025) | Financial Times - Masters in Management français (MIM) (2024) | Financial Times - Classement international du MIM (2024) | The Economist - Masters in Management (MIM) français (2024) | QS World University Rankings, Business & Management Studies (2021) | Eduniversal (2022) |
| ---------------------------------------------------------------- | ----------------- | ----------------- | ------------------------- | ------------------------------------------------------------- | -------------------------------------------------------- | ----------------------------------------------------------- | ------------------------------------------------------------------ | ------------------ |
| HEC Paris                                                        | 1                 | 1                 | 1                         | 1                                                             | 2                                                        | 1                                                           | 2                                                                  | 2                  |
| ESSEC                                                            | 2                 | 2                 | 2                         | 5                                                             | 10                                                       | 3                                                           | 3                                                                  | 5                  |
| ESCP                                                             | 3                 | 4                 | 3                         | 3                                                             | 6                                                        | 5                                                           | 5                                                                  | 6                  |
| EM Lyon                                                          | 4                 | 2                 | 4                         | 4                                                             | 8                                                        | 6                                                           | 4                                                                  | 3                  |
| EDHEC                                                            | 5                 | 6                 | 5                         | 2                                                             | 4                                                        | 2                                                           | 7                                                                  | 10                 |
| NEOMA                                                            | 6                 | 7                 | 7                         | 10                                                            | 34                                                       | 11                                                          | 10                                                                 | 9                  |
| SKEMA                                                            | 7                 | 5                 | 6                         | 8                                                             | 30                                                       | 10                                                          | >10                                                                | 11                 |
| Audencia                                                         | 8                 | 8                 | 8                         | 11                                                            | 43                                                       | 12                                                          | >10                                                                | 12                 |
| Grenoble EM                                                      | 9                 | 10                | 9                         | 7                                                             | 26                                                       | 8                                                           | 8                                                                  | 4                  |
| Kedge                                                            | 10                | 13                | 10                        | 14                                                            | 50                                                       | >12                                                         | >10                                                                | 8                  |
| Toulouse Business School                                         | 11                | 10                | 11                        | 12                                                            | 45                                                       | >12                                                         | >10                                                                | 15                 |
| ICN Business School                                              | 12                | 17                | 14                        | 22                                                            | 90                                                       | >12                                                         | >10                                                                | 30                 |
| Excelia                                                          | 13                | 12                | 15                        | 9                                                             | 30                                                       | 9                                                           | >10                                                                | >30                |
| Montpellier Business School                                      | 14                | 13                | 13                        | 13                                                            | 47                                                       | >12                                                         | >10                                                                | 19                 |
| EM Normandie                                                     | 15                | 18                |                           |                                                               | 72                                                       | >12                                                         | >10                                                                | 21                 |
| Rennes School of Business                                        | 16                | 16                | 12                        | 21                                                            | 88                                                       | >12                                                         | >10                                                                | 17                 |
| Burgundy School of Business                                      | 17                | 21                | 16                        | 15                                                            | 52                                                       | >12                                                         | >10                                                                | 23                 |
| ISC Paris                                                        | 18                | 18                | 20                        |                                                               |                                                          | 12                                                          | >10                                                                | 24                 |
| EM Strasbourg                                                    | 19                | 15                | 17                        | 17                                                            | 66                                                       | >12                                                         | >10                                                                | 20                 |
| ESSCA                                                            | >23               | 18                |                           | 19                                                            | 80                                                       | >12                                                         | >10                                                                | 18                 |
| Institut Mines-Télécom Business School                           | >23               | 22                | 18                        | 16                                                            | 63                                                       | >12                                                         | >10                                                                | 28                 |
| Paris School of Business                                         | >23               | 26                |                           |                                                               | 95                                                       | >12                                                         | >10                                                                | 26                 |
| IPAG Business School                                             | >23               | 35                |                           |                                                               |                                                          | >12                                                         | >10                                                                | >30                |
| École supérieure du commerce extérieur                           | >23               | 29                |                           |                                                               |                                                          | >12                                                         | >10                                                                | >30                |
| European Business School Paris                                   | >23               | 32                |                           |                                                               |                                                          | >12                                                         | >10                                                                | >30                |
| ESC Clermont BS                                                  | 20                | 25                | 19                        | 20                                                            | 81                                                       | >12                                                         | >10                                                                | 25                 |
| INSEEC                                                           | 21                | 29                | 21                        |                                                               |                                                          | >12                                                         | >10                                                                | >30                |
| South Champagne BS                                               | 22                | 33                | 22                        |                                                               |                                                          | >12                                                         | >10                                                                | >30                |
| IÉSEG                                                            | >23               | 9                 |                           | 6                                                             | 23                                                       | 10                                                          | >10                                                                | 16                 |
| École supérieure pour le développement économique et social Lyon | >23               | 27                |                           |                                                               | 81                                                       | >12                                                         | >10                                                                | >30                |
| EDC Paris                                                        | >23               | 24                |                           |                                                               |                                                          | >12                                                         | >10                                                                | >30                |
| ISG Paris                                                        | >23               | 34                |                           |                                                               |                                                          | >12                                                         | >10                                                                | >30                |
| Brest Business School                                            | >23               | 37                | 22                        |                                                               |                                                          | >12                                                         | >10                                                                | >30                |
| ICD                                                              | >23               | 28                |                           |                                                               |                                                          | >12                                                         | >10                                                                | >30                |
| IDRAC Business School                                            | >23               | 36                |                           |                                                               |                                                          | >12                                                         | >10                                                                | >30                |
| ISTEC                                                            | >23               | 31                |                           |                                                               |                                                          | >12                                                         | >10                                                                | >30                |
| Ecole de Management Léonard De Vinci (en) EMLV                   | >23               | 22                |                           |                                                               |                                                          | >12                                                         | >10                                                                | >30                |

### Classement environnemental et social
ChangeNOW et Les Échos START réalisent depuis 2021 un classement des grandes écoles selon leur engagement dans la transition écologique et sociétale.
Ce classement ne fait pas appel à des critères tels que les salaires des diplômés ou bien les préférences accordées aux établissements par les candidats ou par les employeurs mais au suivants :
- densité de l'impact environnemental et sociétal au sein de la formation,
- réseau de diplômés,
- stratégie environnementale et sociétale et la publication des objectifs,
- diversité du recrutement et l'égalité des chances,
- associations étudiantes,
- excellence académique.

Le tableau inclut les 5 premières écoles du classement.
| Ecole                   | Classement 2023 |
| ----------------------- | --------------- |
| ESSEC Business School   | 1               |
| ESCP Business School    | 2               |
| IÉSEG                   | 3               |
| emlyon business school  | 4               |
| Excelia Business School | 5               |

### Triple accréditation
Un autre facteur de distinction des écoles de commerce est la Triple Accréditation (possession simultanée des accréditations AACSB, AMBA et Equis).